# Nagy Bernadett (birkózó)
Nagy Bernadett (Budapest, 2000. november 19. –) kétszeres Európa-bajnoki bronzérmes, junior és U23-as Európa-bajnok szabadfogású magyar birkózó, olimpikon.

## Sportpályafutása
Édesapja, Nagy Attila magyar bajnok, korosztályos világ- és Európa-bajnok, nagybátyja, Nagy János pedig magyar bajnok, világkupa győztes, Európa bajnoki ezüstérmes és az 1992-es olimpián hetedik helyezett birkózó volt. Gyerekként úszott és kézilabdázott, majd kilenc évesen kezdett el birkózni a Kertvárosi SE-ben. A Nagy családból a Kertvárosi SE - ben ketten is képviseltették magukat a birkózók között. Bátyja, Nagy Balázs 2009-2011-ben az egyik legnagyobb reménységként lett leigazolva a Kertvárosi SE-hez, azonban később útjaik elváltak a 16.kerületi klubbal. 2011 óta az UTE birkózó szakosztályának versenyzője. Edzője Martin Gábor.
2012-től három diákolimpián és hat magyar bajnokságon is első helyezést ért el. A 2015-ös szabadkai kadet Európa-bajnokságon bronzérmet szerzett, 2016-ban pedig a stockholmi kadet Európa bajnokságon és a tbiliszi kadet világbajnokságon is ötödik helyezett lett. 2017-ben a junior válogatott tagja lett. A 2019-es pontevedrai Európa-bajnokságon aranyérmet, a tallini junior világbajnokságon pedig bronzérmet szerzett, míg a budapesti U23-as világbajnokságon ötödik lett.
2022-ben a plovdivi U23-as Európa-bajnokságon aranyérmes lett, a budapesti felnőtt Európa-bajnokságon pedig bronzérmet szerzett. A következő másfél évben térdsérülés, és az azt követő műtét, majd elhúzódó rehabilitáció miatt másfél évig nem versenyzett. 2024-ben a bukaresti Európa-bajnokságon ismét bronzérmes lett.
A 2024-es párizsi olimpián a nyolcaddöntőben az első meccsén az indiai Reetika Hooda győzte le technikai tussal 12-2 arányban, így 13. helyezettként zárta az olimpiát. Októberben porcleválás miatt megműtötték a jobb térdét.

## Díjai, elismerései
- Az év magyar birkózója: 2022, 2024[10]